# X. Armeekorps
X. Armeekorps var en tysk armékår under andra världskriget. Kåren sattes upp den 15 oktober 1935 i Hamburg.

## Bakgrund
Armékåren sattes på krigsfot i samband med den tyska mobiliseringen den 26 augusti 1939. Kåren deltog i invasionen av Polen 1939, slaget om Frankrike 1940 och operation Barbarossa 1941. Kåren stred på den norra delen av östfronten och retirerade så småningom in i Baltikum. 
X. Armeekorps avslutade kriget i Kurlandfickan.

## Fall Gelb

### Organisation
Armékårens organisation den 16 juni 1940:
- 18. Infanterie-Division
- 61. Infanterie-Division
- 216. Infanterie-Division

## Operation Barbarossa

### Organisation
Armékårens organisation den 31 juli 1941:
- 30. Infanterie-Division
- 290. Infanterie-Division

## Demjansk-fickan

### Organisation
Armékårens organisation den 22 januari 1942:
- 30. Infanterie-Division
- 290. Infanterie-Division
- 18. Infanterie-Division
- 81. Infanterie-Division

## Befälhavare
Kårens befälhavare:
- General der Infanterie Wilhelm Ulex  26 augusti 1939–15 oktober 1939
- General der Artillerie Christian Hansen  15 oktober 1939–1 maj 1942
- General der Panzertruppen Otto von Knobelsdorff  1 maj 1942–1 juni 1942
- General der Artillerie Christian Hansen  1 juni 1942–1 juli 1943
- Generalleutnant Otto Sponheimer  1 juli 1943–31 juli 1943
- General der Artillerie Christian Hansen  1 augusti 1943–4 november 1943
- General der Infanterie Thomas-Emil von Wickede  4 november 1943–23 juni 1944
- General der Infanterie Friedrich Köchling  25 juni 1944–3 september 1944
- General der Infanterie Hermann Foertsch  21 september 1944–21 december 1944

Stabschef:
- Oberst Eberhard von Mackensen  1 maj 1935–1 april 1937
- Oberst Gerhard Körner  1 april 1937–1 november 1939
- Oberst Alfred Gause  1 november 1939–1 juni 1940
- Oberst Hans-Joachim von Horn  1 juni 1940–1 januari 1942
- Oberst Mauritz von Strachwitz  1 januari 1942–1 september 1943
- Oberst Helmuth Strempel  1 september 1943–1 december 1943
- Oberst Werner Ranck  1 december 1943–5 februari 1944
- Oberst Alfred Toppe  5 februari 1944–21 juli 1944
- Oberst Otto Deyhle  1 juli 1944–1 augusti 1944